# Casali d'Aschi
Casali d'Aschi è una frazione del comune italiano di Gioia dei Marsi, nella provincia dell'Aquila, in Abruzzo.

## Geografia fisica

### Territorio
Casali d'Aschi è situato neI pressi del bordo sudorientale della piana del Fucino, nel settore orientale della regione storico-geografica della Marsica, a un'altitudine compresa tra i 676 e gli 810 m s.l.m. alle pendici del gruppo montuoso Civitella-Parasano. Sul versante opposto, nella valle del Giovenco, si trova il paese storicamente legato di Aschi.
Casali d'Aschi dista meno di un chilometro dal capoluogo comunale.

### Clima
Il clima a Casali d'Aschi è di tipo continentale con estati calde e secche ed inverni freddi e nevosi in linea con il clima della piana fucense.

## Storia

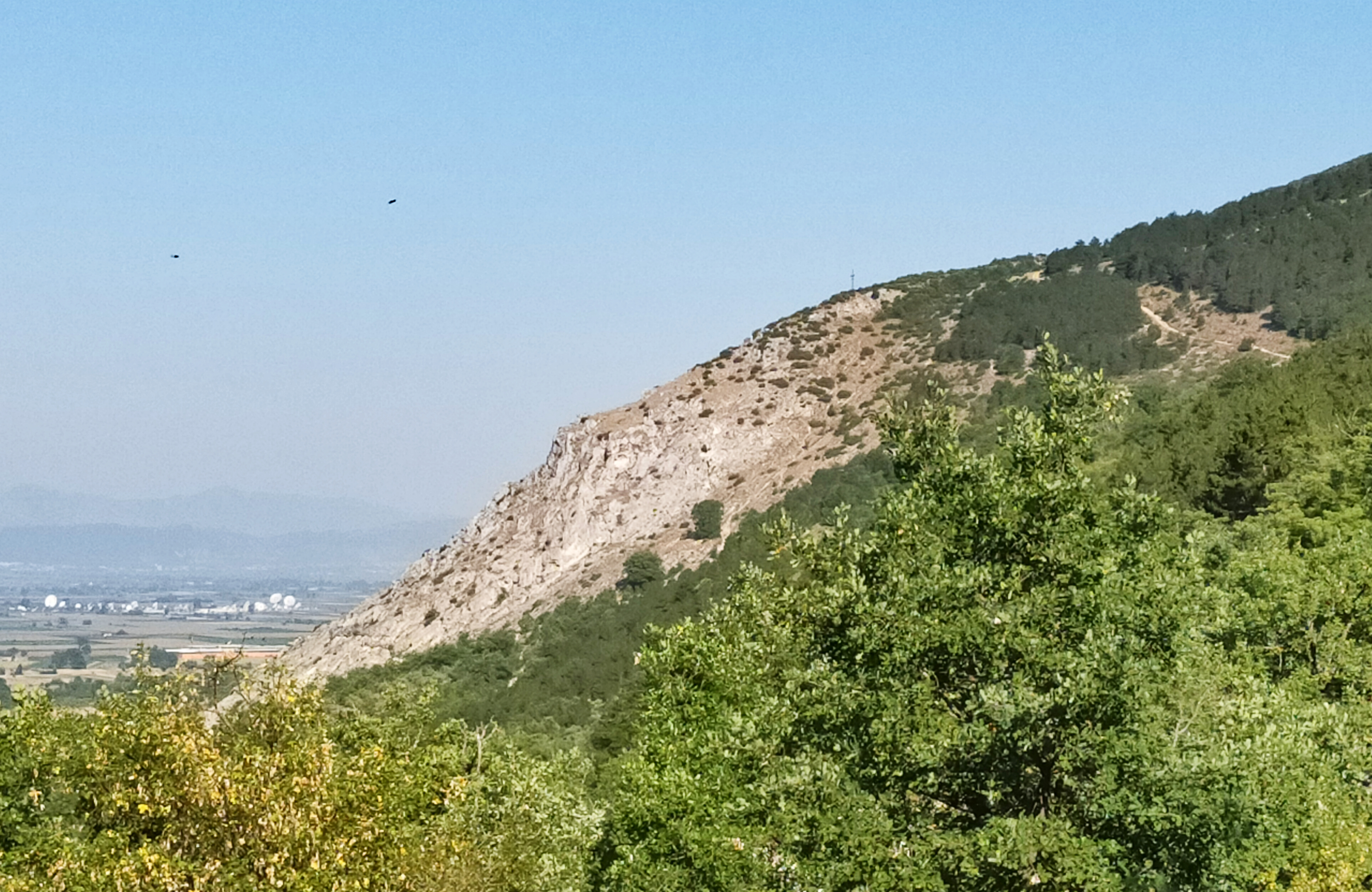
La montagna dove sorgeva locre di Vico; sullo sfondo a sinistra Telespazio

A cominciare dal primo millennio a.C. il territorio fu abitato dal popolo italico dei Marsi. In epoca imperiale risultò incluso nell'ager publicus di Marruvium.
Durante il Medioevo l'incastellamento di Vico, sorto a ridosso del distrutto centro fortificato di Vico-Albo, controllò diversi casali come San Nicola in Vallo, Santa Maria in valle Frigida, Valle Sant'Angelo, Alto le Tombe, San Veneziano (detto anche San Venanzio), Alto le Ripe, Santa Vittoria-Valtrona, Le Grippe, Le Grette e Pietre Bianche. L'economia pastorale e la vicinanza geografica legò i centri viciniori di Manaforno, Sperone e Aschi. Casali di Vico mantenne tale toponimo fino all'eversione feudale acquisendo in seguito il nome di Casali d'Aschi essendo stato controllato dall'universitas aschietana.
Il borgo contemporaneo venne edificato dai superstiti del terremoto della Marsica che prima del 1915 abitavano perlopiù nel centro di Aschi, successivamente denominato Aschi Alto. Prima del sisma i casali sparsi venivano utilizzati come residenza invernale, specie in un periodo antecedente al prosciugamento ottocentesco del lago Fucino che avrebbe modificato il clima rendendolo più rigido.
Il paese ha fatto parte fino al 1948 del territorio comunale di Ortona dei Marsi per essere quindi amministrato dal comune di Gioia dei Marsi.

## Monumenti e luoghi d'interesse

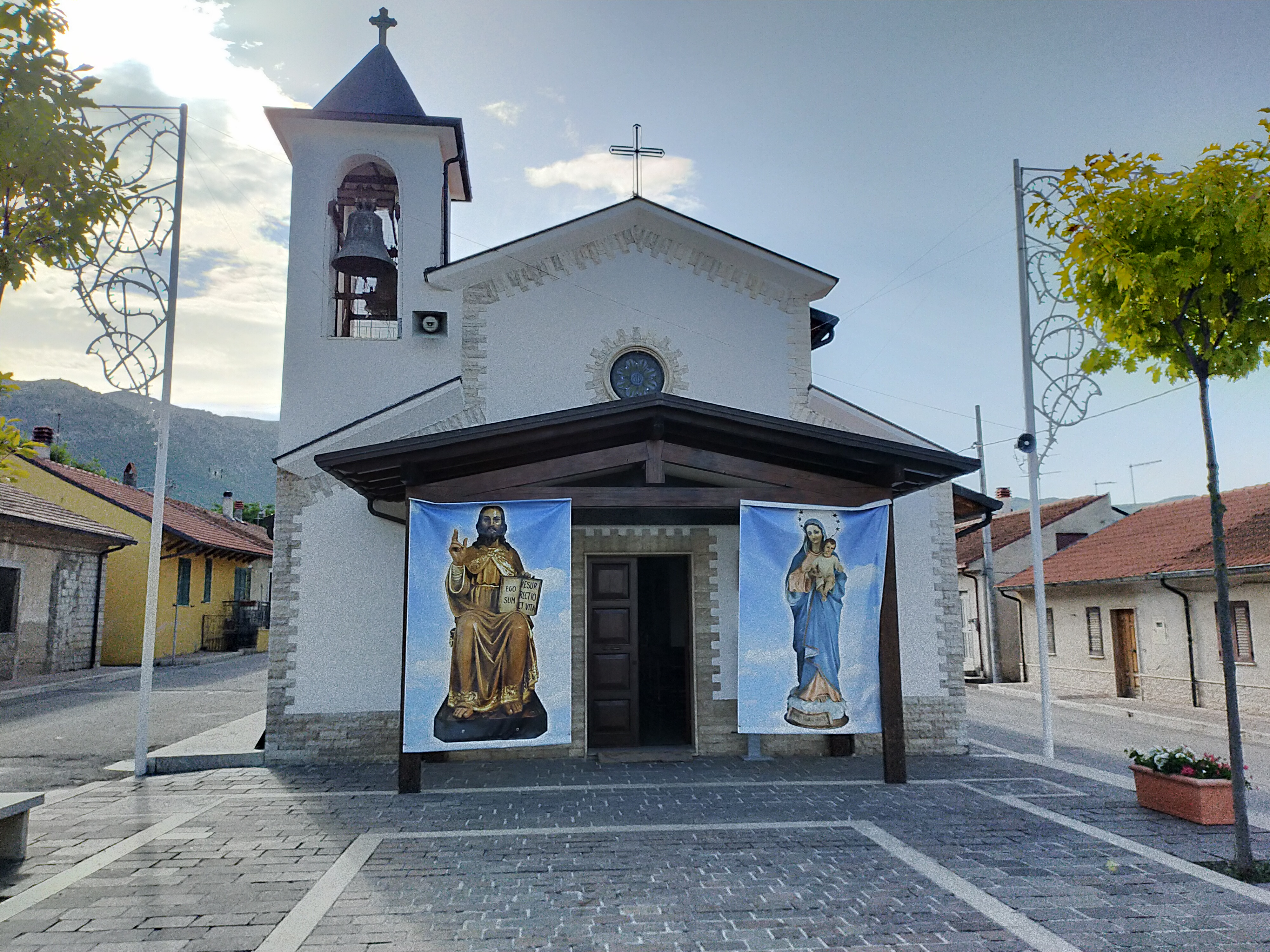
La chiesa della Madonna del Buon Consiglio

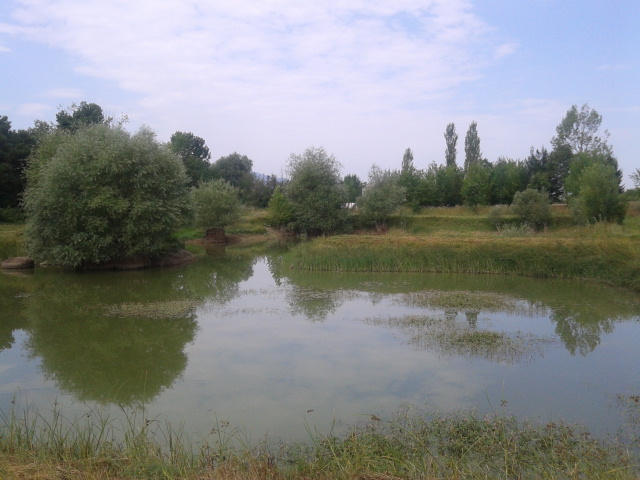
Il lago d'Aschi

### Architetture religiose
Chiesa della Madonna del Buon ConsiglioL'edificio di culto della frazione è dedicato alla Madre del Buon Consiglio ed è situato al centro del paese. La chiesa venne costruita dopo il terremoto del 1915 andando a sostituire quella storica di via Gualtrona, risalente al 1857, distrutta dal sisma. Fu elevata a parrocchia della diocesi dei Marsi nel 1949.

### Aree naturali
- Lago d'Aschi.
- Fonte di Vico.
- Ruderi e grotte di Le Grippe.[7]
- Sentieri di Le Grette[7] e Le Lecine.
- Piana del Fucino.

### Siti archeologici
Tracce dell'ocre marso di Vico sono situate in località Colle La Croce a 953 m s.l.m. Poco più in basso era collocato il castello-recinto di Vico (Vicus o Vicum) risalente tra l'XI e il XII secolo e incluso nel corso del Medioevo nella contea dei Marsi e appartenuto, dall'avvento dei Normanni, alla contea di Celano.
Resti delle necropoli di Vico e Rotale sono localizzati in località San Veneziano, mentre la villa romana di epoca imperiale si trovava in località Alto le Tombe a circa 680 m s.l.m.

## Società

### Tradizioni e folclore

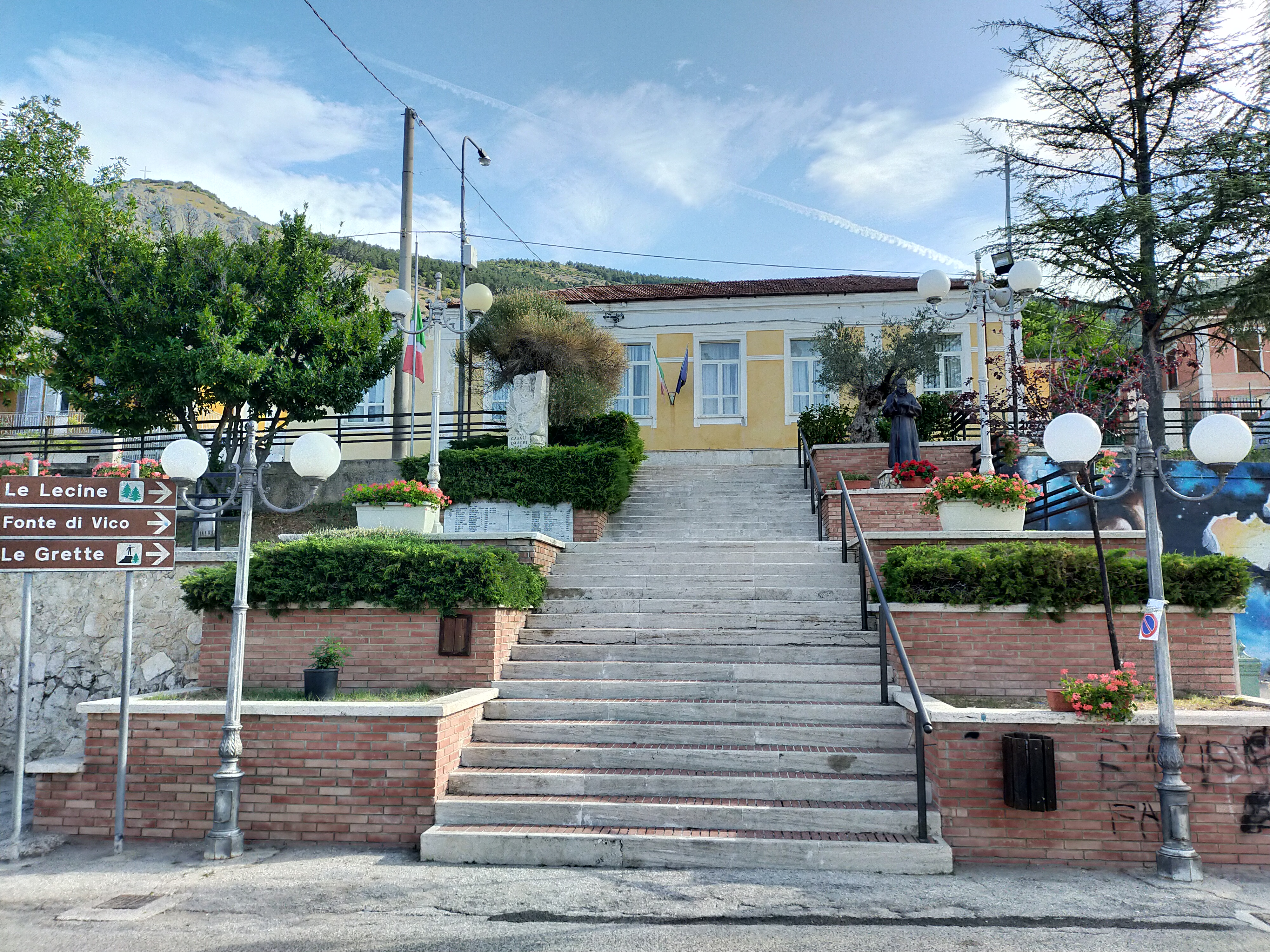
Area centrale del paese

Il 26 aprile si festeggia il santo patrono, la Madonna del Buon Consiglio.

## Cultura

### Cucina
Le ricette locali sono quelle tipiche della cucina rurale abruzzese. Tra i piatti tipici ci sono la panzanella speziata con il piliero, i rigatoni conditi con salsiccia, panna da cucina, pecorino e tartufo, le salsicce con i fagioli, la zuppa contadina con i ceci e i funghi oltre ai dolci tipici marsicani.

## Infrastrutture e trasporti

### Strade
La strada provinciale 21 Magoranese collega il borgo a Gioia dei Marsi, Lecce nei Marsi e Ortucchio. Non distante si trova l'innesto con la strada statale 83 Marsicana che collega la Marsica orientale con il territorio del parco nazionale d'Abruzzo, Lazio e Molise.